# イオンモール上尾
イオンモール上尾（イオンモールあげお）は、埼玉県上尾市愛宕三丁目にある大型ショッピングセンター。

## 概要
建設地は上尾市愛宕三丁目8-1。上尾市内で最も大きな商業施設となり、上尾市、北足立郡伊奈町、さいたま市北部（大宮エリア）を商圏とする。
1971年から2014年まで43年間にわたり操業を続けていたコーセー上尾事業所（工場・研究所が所在した。これ以前は東邦レースの工場であった）の跡地の開発事業となっている。当初は「2017年春開業」の予定だったが、2020年（令和2年）11月30日に暫定開業、同年12月4日に本開業した。

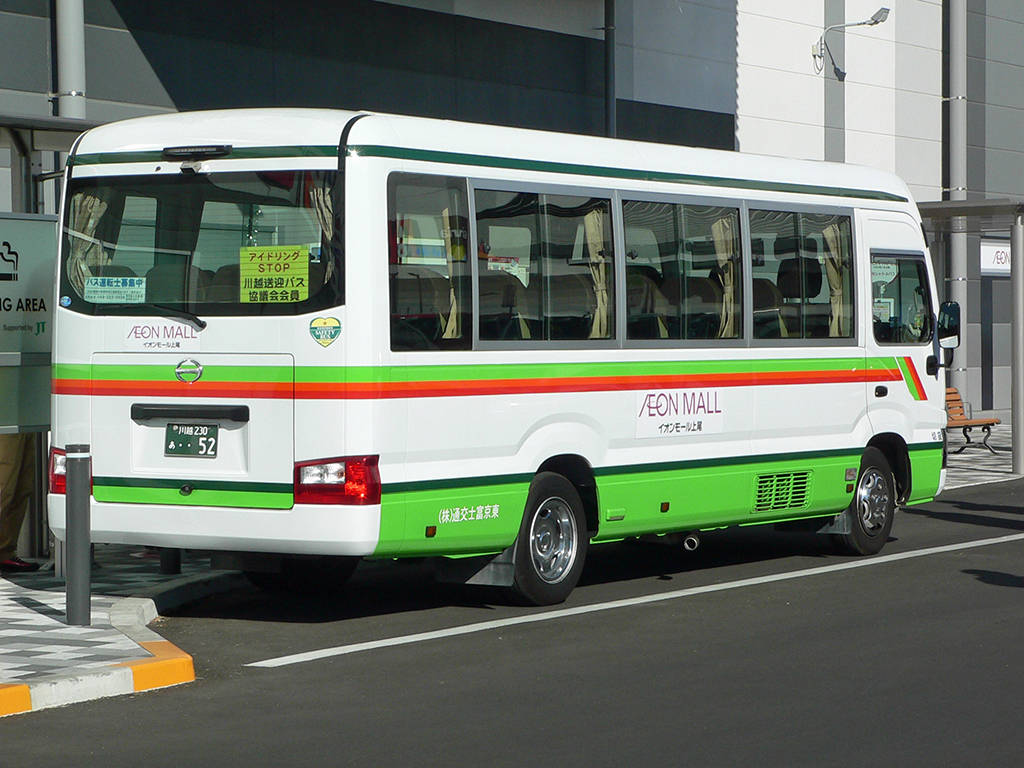
無料シャトルバス（2023年5月28日で運行終了）
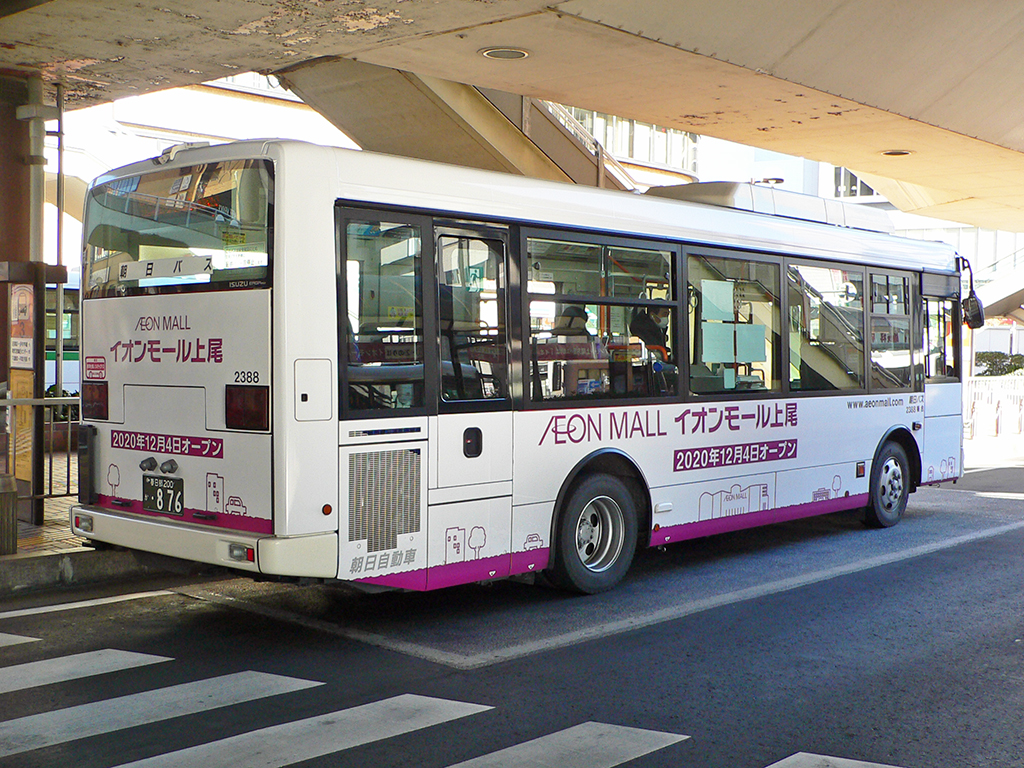
ラッピングバス（朝日バス）

## 主なテナント
- イオンスタイル上尾（1階）
- ユニクロイオンモール上尾店（1階）
- GUイオンモール上尾店（2階）
- 無印良品イオンモール上尾店（1階）
- セリアイオンモール上尾店（2階）
- Standard Productsイオンモール上尾店（2階）
- 未来屋書店イオンモール上尾店（1階）
- ノジマイオンモール上尾店（2階）
- スポーツオーソリティイオンモール上尾店（1階）
- 埼玉トヨペット上尾支店 イオンモール上尾（1階）